# Ганькин Матак
Ганькин Матак (чув. Катькел) — деревня в Исаклинском районе Самарской области в составе сельского поселения Новое Ганькино.

## География
Находится на правом берегу реки Сургут на расстоянии примерно 27 километров по прямой на юго-восток от районного центра села Исаклы.

## История
Основана в начале 1740-х годов.

## Население
Постоянное население составляло 276 человек (чуваши 71%) как в 2002 году, 228 в 2010 году.